# Mölsberg
Der Mölsberg oder Mölser Berg ist ein 2479 m ü. A. hoher Berg in den Tuxer Alpen.
Der Gipfel trägt ein großes Gipfelkreuz und ist zentral im Wattental gelegen.
Der Mölsberg ist vom Militärlager Walchen oder vom Hochlager Lizum unschwierig zu erreichen. Die Route über das Mölstal wird im Winter und Frühjahr gerne auch mit Skiern oder Schneeschuhen bestiegen, da der Anstieg relativ lawinensicher ist. Ein zweiter Aufstieg führt über die Wattentaler Lizum zum Gipfel.

## Gipfelmesse
Traditionell findet jeweils am ersten Sonntag nach Maria Himmelfahrt am Mölsberg eine Gipfelmesse statt. Diese wird normalerweise am Gipfelkreuz um 11:30 Uhr gefeiert, bei Schlechtwetter allerdings schon um 11:00 Uhr in der Christkönigskapelle in der Lizum.
An diesem Tag ist der ansonsten für privaten PKW-Verkehr gesperrte Truppenübungsplatz Lizum für PKW mit Tiroler Kennzeichen (nur mehrspurige Fahrzeuge, keine Quad) bis 10:30 Uhr geöffnet.

## Militärisches Sperrgebiet
Bei militärischen Übungen ist das Mölsberggebiet mitunter etwas eingeschränkt begehbar. An Schießtagen muss der Wanderer oder Tourengeher den Kontrollposten rechtzeitig passieren und Sperrgebiete verlassen.
Siehe auch: Lizumerhütte